# 嘉峰臺

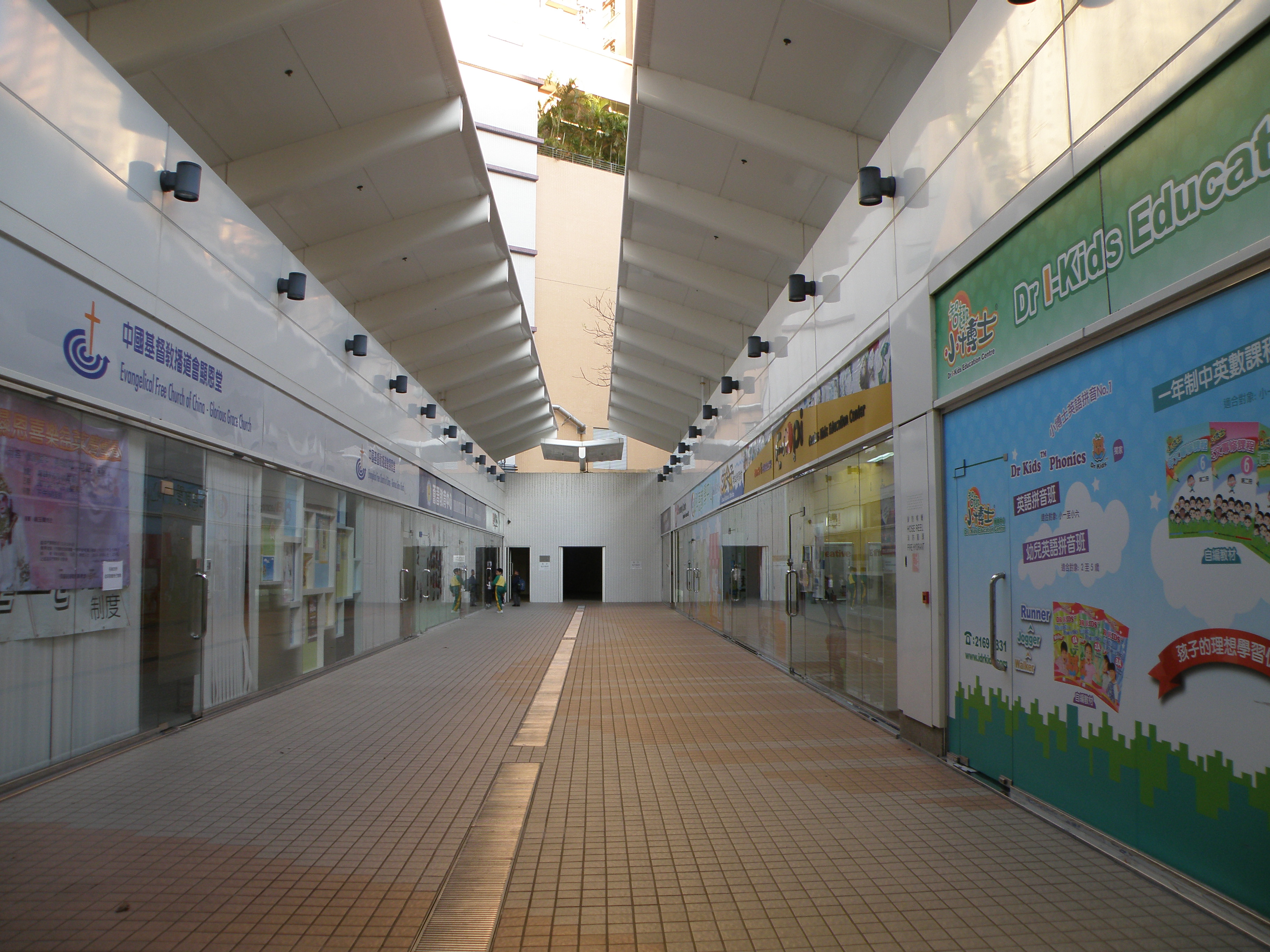
嘉峰臺商場一樓

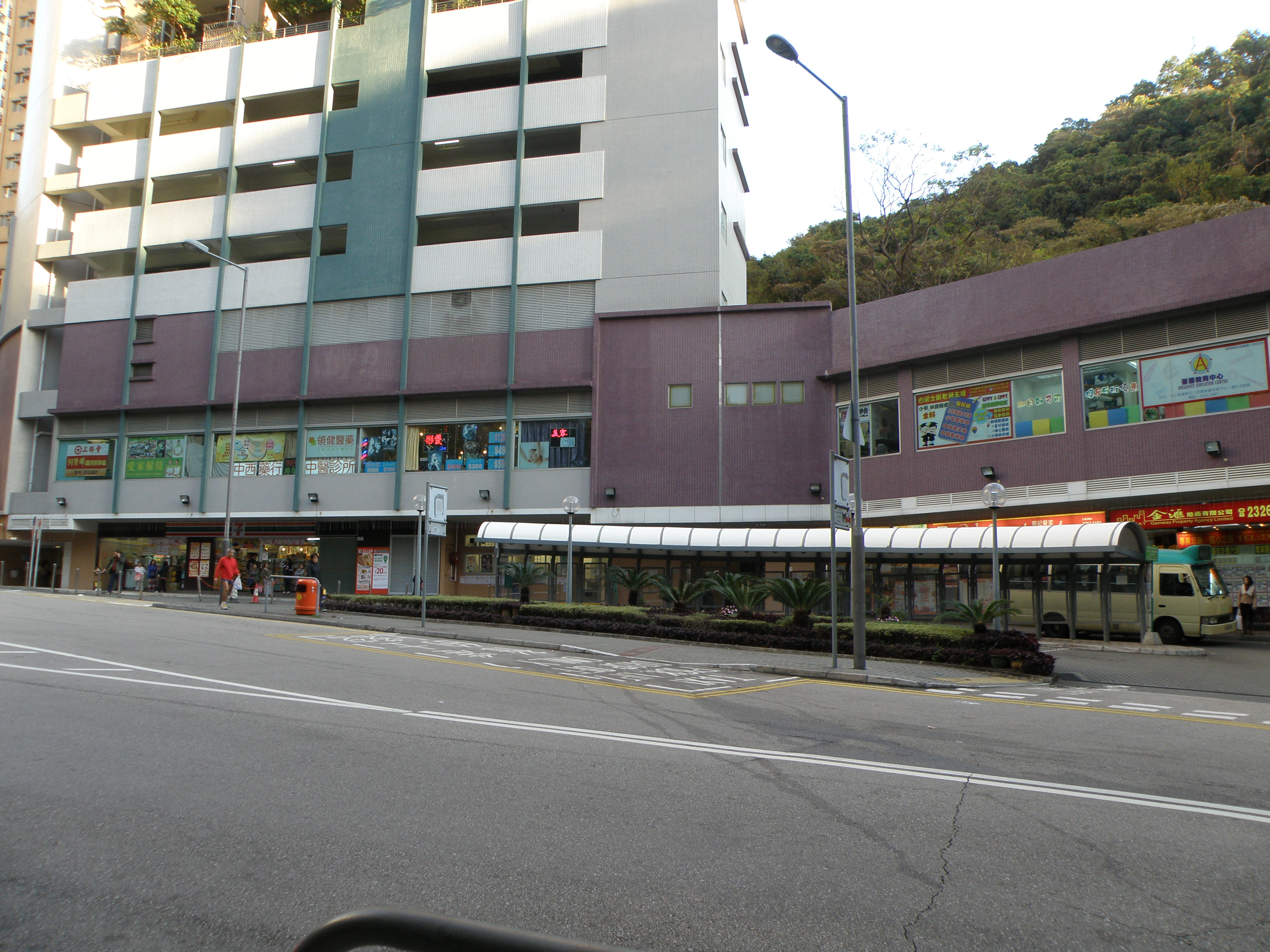
嘉峰臺商場東面

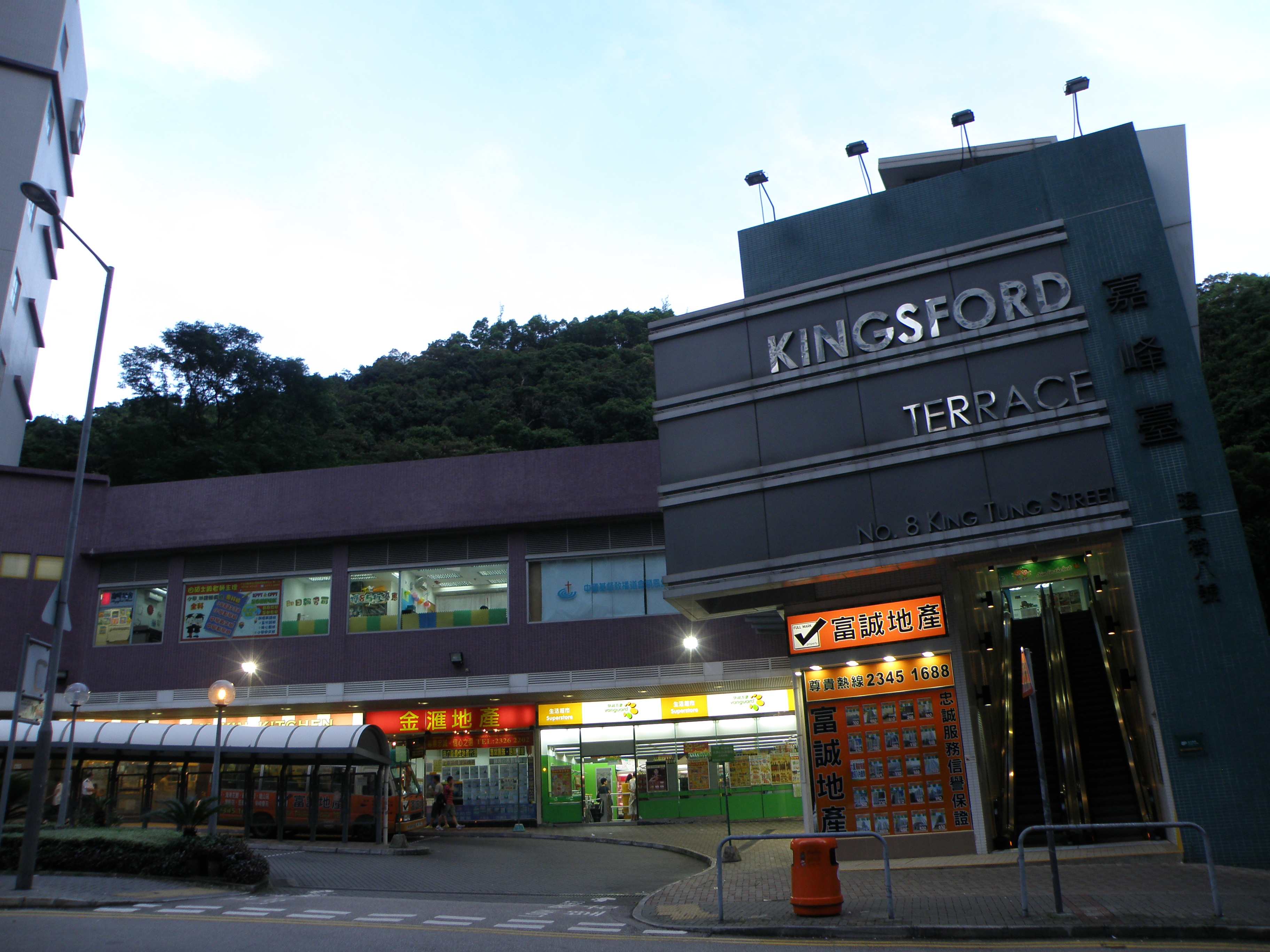
嘉峰臺商場西面

嘉峰臺（英語：Kingsford Terrace）是香港房屋委員會的私人機構參建居屋屋苑，原址為1998年關閉的嘉禾片場。由新世界發展附屬公司「鋒卓有限公司」（Advance Planner Limited）發展，及由香港房屋委員會負責監管整個發展過程及推售，周氏建築師事務所設計，協興建築承建，由富城集團負責管理。位於香港九龍斧山，鄰近瓊麗苑。
屋苑共有五座樓宇，在2003年落成。因紅灣半島事件引起市民不滿，2004年，房委會以14億港元向新世界發展購回嘉峰臺所有單位。屋苑環境清靜，鄰近市區，交通便利，位於九龍中心位置，不論往新界、西貢以及港島都極為便捷。不過，因為政府一度宣佈停建居屋而暫停發售，直至2007年才分兩期出售。
嘉峰臺4-5座樓高46層，於朗天苑落成前，與旭禾苑並列為全港樓層最高的居屋屋苑，亦是全港第二個需加入避火層的居屋屋苑（第一個是同屬私人參建居屋的雅濤閣）。它與附近的采頤花園均是鑽石山／新蒲崗／牛池灣綠表居屋市場成交價最高的屋苑，也是九龍售價貴的綠表居屋之一。2017年3月，該屋苑一個中高層實用面積422平方呎2房單位，以綠表價430萬元成交，創屋苑2房最貴之外，呎價10,190元，呎價首度升穿逾萬水平，創屋苑歷年新高。

## 屋苑資料

### 樓宇
| 樓宇座號 | 門牌號碼  | 樓宇類型                      | 落成年份 | 每座層數 | 每層伙數 | 每座單位數目（伙） | 建築師           | 承建商   | 期數 | 提供升降機的廠商 |
| -------- | --------- | ----------------------------- | -------- | -------- | -------- | ------------------ | ---------------- | -------- | ---- | ---------------- |
| 第1座    | 瓊東街8號 | 私人機構參建居屋樓宇 （井型） | 2003年   | 36       | 10       | 360                | 周氏建築師事務所 | 協興建築 | 2    | 蒂森克虜伯       |
| 第2座    | 瓊東街8號 | 私人機構參建居屋樓宇 （井型） | 2003年   | 36       | 10       | 360                | 周氏建築師事務所 | 協興建築 | 1    | 蒂森克虜伯       |
| 第3座    | 瓊東街8號 | 私人機構參建居屋樓宇 （井型） | 2003年   | 39       | 10       | 390                | 周氏建築師事務所 | 協興建築 | 1    | 蒂森克虜伯       |
| 第4座    | 瓊東街8號 | 私人機構參建居屋樓宇 （井型） | 2003年   | 46       | 10       | 450                | 周氏建築師事務所 | 協興建築 | 1    | 蒂森克虜伯       |
| 第5座    | 瓊東街8號 | 私人機構參建居屋樓宇 （井型） | 2003年   | 46       | 10       | 450                | 周氏建築師事務所 | 協興建築 | 2    | 蒂森克虜伯       |

### 商場及停車場
屋苑基座設有多層商場及停車場，其中地下及一樓為商場，設有7-11便利店、地產代理、洗衣店、髮型屋、補習社、教會、餐廳等。
2012年，新世界發展以9,500萬港元出售嘉峰臺商場。2015年，紀惠集團副主席廖偉麟以1.75億港元購入嘉峰臺商場。

## 鄰近屋苑
- 富山邨
- 新麗花園
- 瓊麗苑
- 瓊山苑
- 宏景花園
- 瓊軒苑

## 交通
嘉峰臺位處瓊東街盡頭，屋苑設有79M專線小巴前往港鐵黃大仙站及早上特別班79S前往港鐵鑽石山站。此外，步行數分鐘前往斧山道，可乘搭途經斧山道的多線巴士及小巴。